# Der goldene Pfeil
Der goldene Pfeil (Originaltitel: L’arciere delle mille e una notte) ist ein italienischer Abenteuerfilm mit Fantasyelementen, den Antonio Margheriti 1962 inszenierte. Der mittelmäßig rezensierte Film wurde am 23. August 1963 in Deutschland erstmals im Kino gezeigt.

## Handlung
Der Regent von Damaskus, Wesir Baktiar, verhindert die Hochzeit von Jamila, der Nichte des rechtmäßigen Herrschers, des Sultans, den Baktiar hat ermorden lassen, durch eine eigentlich unlösbare Aufgabe. Ein Bogen soll gespannt werden, um damit einen Zauberpfeil abzuschießen. Wem dies gelingt, winkt auch noch der Thron des Sultanats.
Der kleine Dieb Hassan schafft das aber und wird, da die Legende des zum Schützen zurückkehrenden Pfeiles widerlegt wird, als während des Umsturzes entführtes Kind wiedererkannt; der ihn so Erkennende wird von Baktiar sofort ins Gefängnis geworfen. Hassans Diebesfreunde entführen Jamila. Auf dem gemeinsamen Weg ins Versteck verliebt sich Hassan in Jamila und möchte sie gegen den Willen seiner Bande zurückbringen, ohne Geld für sie zu verlangen. Als er das tut, landet auch er sofort im Kerker. Drei Lampengeister befreien ihn; und unter der Auflage, nichts zu stehlen, wollen sie ihm bei der Suche nach dem abgeschossenen Pfeil behilflich sein.
Da Hassan manch lockendem Diebesgut nicht widerstehen kann, sorgen die Geister dafür, dass er erst durch das Bestehen von Abenteuern in Ägypten und bei Fackelmenschen den Pfeil ausfindig machen kann. Er kehrt auf einem fliegenden Teppich nach Damaskus zurück und kann mit Unterstützung der Lampengeister Baktiar vom Thron stürzen, um zusammen mit Jamila selbst darauf Platz nehmen.

## Kritik
„Die Spezialeffekte sind von ungewöhnlich unterschiedlicher Qualität. Ferner kränkelt der Film an mangelndem Schwung und Tab Hunters flauem Spiel.“

„Eine aufwendig inszenierte Abenteuergeschichte mit üblichen ‚exotischen‘ Spannungszutaten und märchenhaften Anleihen, ohne freilich wirklich kindgerecht zu sein.“